# البعثة الفرنسية الأولى للقارة القطبية الجنوبية
البعثة الفرنسية الأولى للقارة القطبية الجنوبية هي أول رحلة استكشافية فرنسية إلى القارة القطبية الجنوبية، بقيادة جان باتيست شاركو على متن السكونة المسماة لو فرانسيه(1903) [الفرنسية]، والتي جرت من 22 أغسطس 1903 إلى 4 مارس 1905.

## إعداد وتمويل البعثة
في ربيع عام 1903، تخلى شاركو عن مشاريعه في القطب الشمالي ليتجه نحو القارة القطبية الجنوبية، التي بدت فرنسا حينها غير مهتمة بها. لعبت أصداء فقدان البعثة السويدية للقارة القطبية الجنوبية بقيادة أوتو نوردنسكولد دورًا في هذا التغيير، حيث قرر شاركو محاولة تقديم المساعدة لهم.
واجه شاركو صعوبات في جمع الأموال اللازمة ومول جزءًا كبيرًا من ميزانية البعثة من ثروته الشخصية، خاصة بسبب تكلفة السفينة. ومع ذلك، حصل على دعم من وزارة التعليم العام، والجمعية الجغرافية الفرنسية، والأكاديمية الفرنسية للعلوم، والمتحف الوطني للتاريخ الطبيعي في باريس. أطلق حملة اشتراك في صحيفة لو ماتان [الإنجليزية] حيث جمع 150.000 فرنك ذهبي. ألهم نجاح هذه الحملة شاركو لإعادة تسمية السفينة التي كانت قيد الإنشاء بـ "لو فرانسيه" كعربون امتنان. بلغت الميزانية الإجمالية 450,000 فرنك ذهبي.
كانت البعثة تحت رعاية رئيس الجمهورية إيميل لوبيه. استشار شاركو أدريان دي جيرلاش، الذي قاد البعثة البلجيكية للقارة القطبية الجنوبية بين عامي 1897 و1899.

## الأهداف العلمية
هدف البعثة هو القيام باستكشاف السواحل الشمالية والشمالية الغربية لأرض غراهام، وإجراء ملاحظات علمية (حيوانية، جوية، هيدروغرافية، إلخ) في الوقت نفسه، مثل تحديد ما إذا كانت القارة القطبية الجنوبية جزيرة أم أرخبيل.

## قائمة أعضاء طاقم "لو فرانسيه"
- هيئة الأركان
  - الدكتور جان باتيست شاركو، قائد البعثة، اختصاصي علم الجراثيم
  - أندريه ماتا، القائد الثاني، نقيب بحري، متخصص هيدروغرافيا والملاحة
  - جوزيف جان ري، ملازم بحري، متخصص بعلم الأرصاد الجوية وعلم المحيطات
  - الدكتور إرنست غوردون،[2] متخصص بالجيولوجيا وعلم الجليد
  - جان توركيه [الفرنسية]،[2] عالم طبيعة
  - بول بلينو،[2] مصور فوتوغرافي
  - أدريان دي جيرلاش دي غوميري، طيار — غادر البعثة خلال توقفها في البرازيل.[2]
- الطاقم
  - إرنست شوليه، رئيس الطاقم
  - ج. جابيت، رئيس البحارة [الإنجليزية]
  - ج. غويغن، جندي بحرية
  - ف. رولان، جندي بحرية
  - ف. هيرفيو، جندي بحرية
  - ج. بيسنار، جندي بحرية
  - ريموند رالييه دو باتي [الإنجليزية] (1881-1978)، طالب في البحرية التجارية
  - إ. غودييه، رئيس المهندسين
  - ل. بوست، المهندس الثاني [الإنجليزية]
  - ف. ليبوا، ميكانيكي ونجار
  - ف. غويغن، ميكانيكي
  - م. روزو، طباخ
  - ر. بوميل، مدير الضيافة
  - بيير دينيه، مرشد جبال الألب

## الإبحار

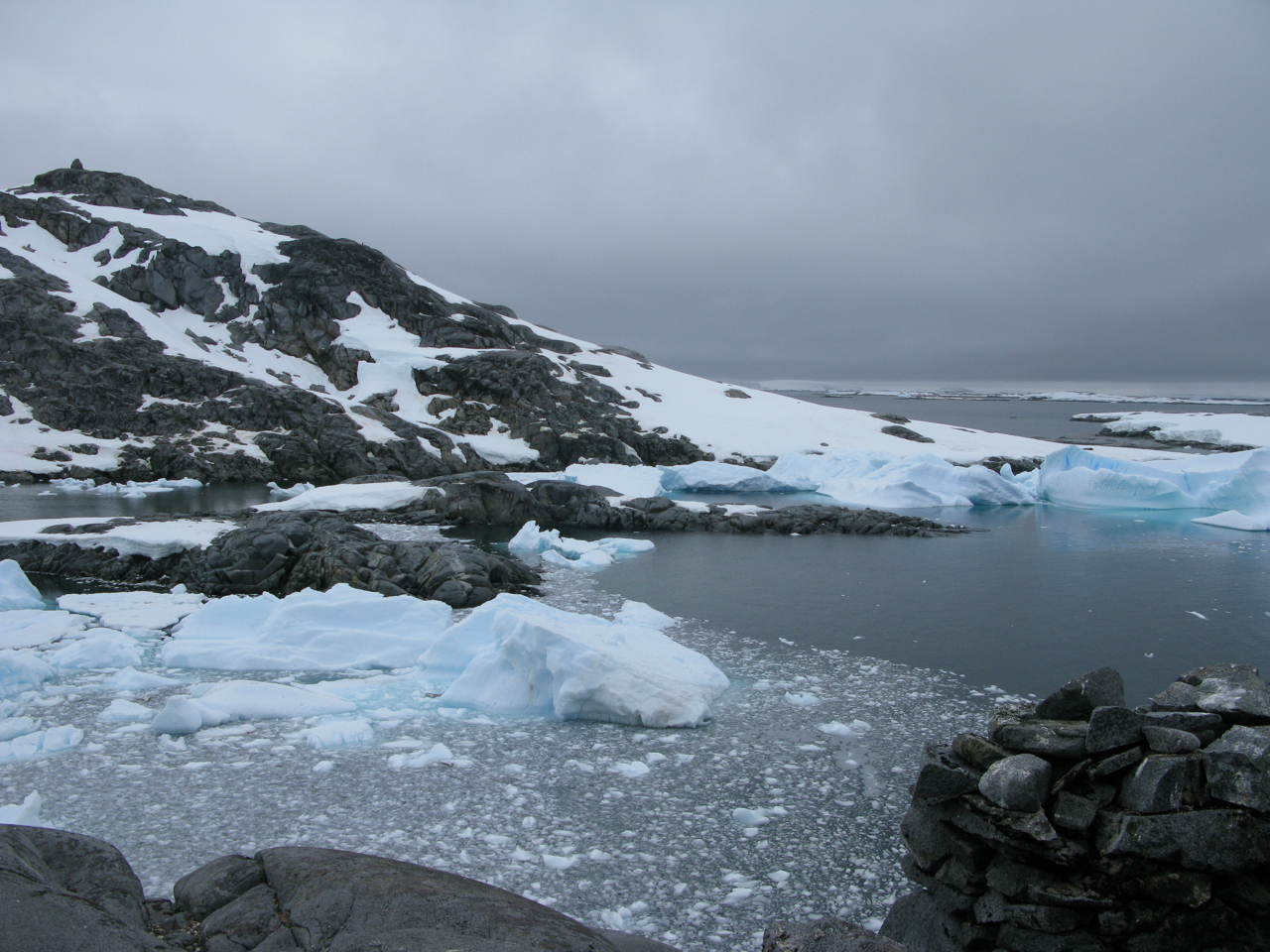
نظرة عامة على خليج ميناء شاركو.

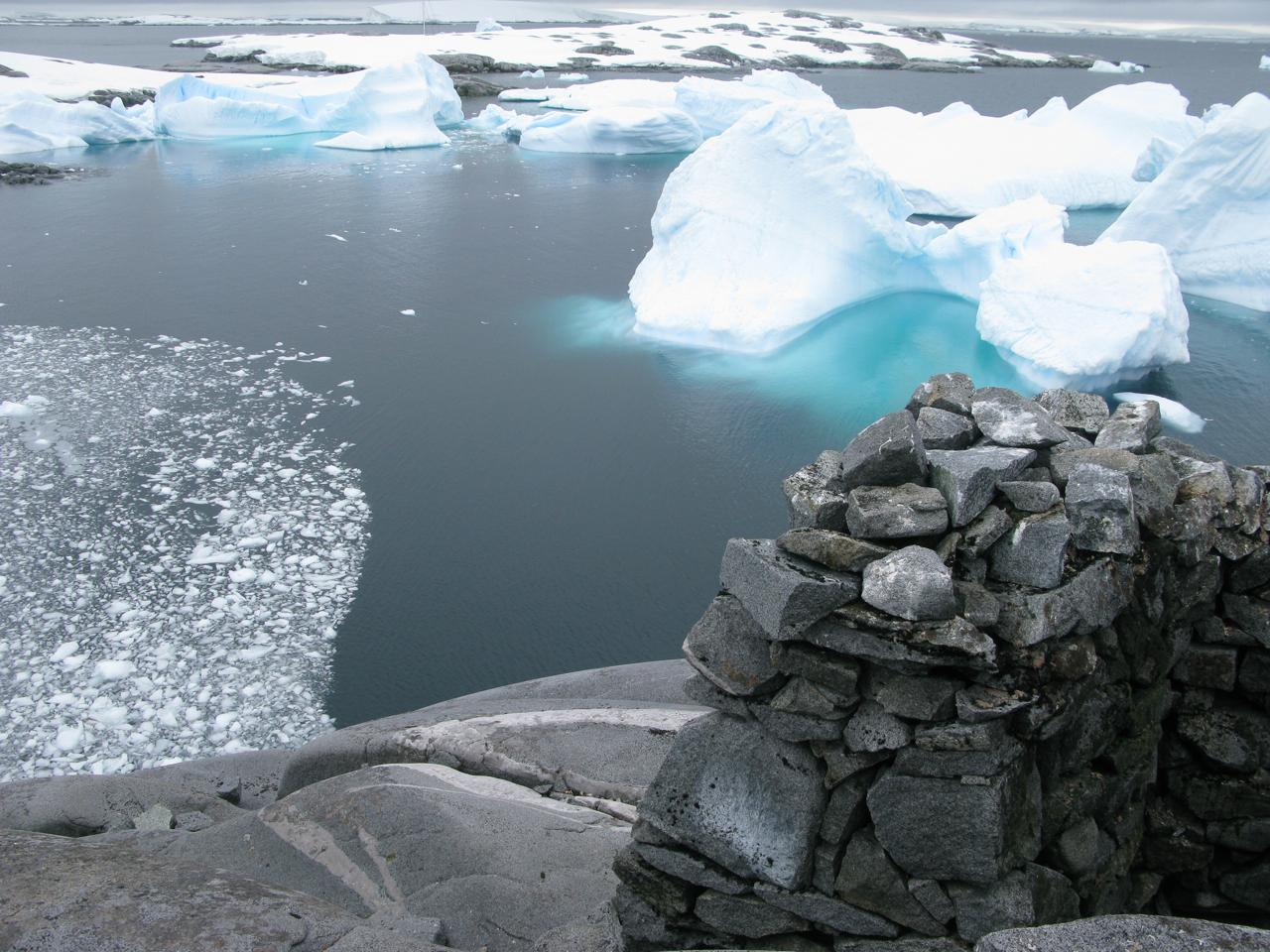
ميناء شاركو وبرج حجري بناه شاركو في الموقع.

غادرت البعثة لو هافر في 15 أغسطس 1903، لكن وفاة أحد أعضاء الطاقم، ماينان، بشكل عرضي أخرت الانطلاق إلى 22 أغسطس[2]. مرت السفينة بماديرا في البرتغال، وولاية بيرنامبوكو في البرازيل، ووصلت في 16 نوفمبر إلى بوينس آيرس في الأرجنتين قبل أن تستمر في طريقها جنوبًا[2]. غادر أدريان دي جيرلاش دي غوميري البعثة خلال التوقف في البرازيل لأسباب شخصية[2]. في بوينس آيرس، علم شاركو بإنقاذ بعثة أنتاركتيك والتقى بأعضائها[2]. أعجب أوتو نوردنسكيولد بمشروعه وقدم له خمسة كلاب زلاجات من نوع غرينلاندي[2].
واصلت البعثة رحلتها وتوقفت في أوشوايا في أرض النار، ثم انطلقت مجددًا في 27 يناير 1904؛ قرر شاركو استكشاف الجزء الغربي من شبه جزيرة القارة القطبية الجنوبية، فمر بجزر شيتلاند الجنوبية في 1 فبراير[2] واكتشف ميناء لوكروي في أواخر فبراير. لم يكن محرك "لو فرانسيه" بقوة 125 حصانًا قويًا بما يكفي للمياه القطبية[1]، مما حد من الخيارات المتاحة في الموقع.
قرر جان باتيست شاركو قضاء الشتاء في خليج يبلغ عرضه 1.5 ميل بحري شمال جزيرة بوث. يقع هذا المكان عند خط العرض 62° 59′ جنوبًا وخط الطول 60° 33′ غربًا، وهو جزء من أرخبيل فيلهلم، وقد سُمي ميناء شاركو تكريمًا لوالد جان باتيست شاركو، الدكتور جان مارتن شاركو، عالم الأعصاب الفرنسي الشهير.

## العودة والإرث
عند العودة، تم بيع "لو فرانسيه"، التي كانت متضررة، إلى الحكومة الأرجنتينية[1]. عاد شاركو إلى فرنسا وأصبح بطلًا قوميًا بفضل الدعاية التي قدمتها صحيفة "لو ماتان"[1]. استغلت زوجته غيابه لطلب الطلاق[1].
فكر شاركو في تنظيم بعثة أخرى باستخدام سفينة جديدة أكثر قوة، وهي "بوركوا-با؟"[1]. وقد جرت البعثة الثانية لشاركو بين عامي 1908 و1910.

## ببليوغرافيا
- جان باتيست شاركو، رحلة إلى القطب الجنوبي (1903-1905)، مكتبة جيلي، 1971.
- سيرج كان، جان باتيست شاركو: مستكشف البحار، ملاح الأقطاب، غلينات، 2006، 192 صفحة.
- انظر الصفحات من 1079 إلى 1081 في كتاب المستكشفون، روبير لافون، مجموعة "بوكان"، 2004 (ISBN 2-221-10171-5).
- (بالإنجليزية) أسماء جغرافية في القارة القطبية الجنوبية، الطبعة الثانية، مجلس الأسماء الجغرافية الأمريكي، 1995.
- (بالإنجليزية) بو ريفنبرغ، موسوعة القارة القطبية الجنوبية، نيويورك، روتليدج، 2007، 1146 صفحة (ISBN 978-0-415-97024-2، اقرأ على الإنترنت [أرشيف]).

## روابط خارجية
- النص الكامل ليوميات البعثة والوثائق العلمية التي أُنتجت في هذه المناسبة متاح على موقع أرشيمير (IFREMER):
  - يوميات البعثة [أرشيف] (1906)
  - الجغرافيا الفيزيائية، علم الجليد، البتروغرافيا [أرشيف] (1906)
  - النباتات الجرثومية [أرشيف] (1906)
  - الهيدريات [أرشيف] (1906)
  - الرخويات [أرشيف] (1906)
  - الإسفنجيات والجوفمعويات [أرشيف] (1906)
  - القشريات [أرشيف] (1908)
  - الهيكساكتينيدات والبريوزوات [أرشيف] (1908)
  - المفصليات، العنكبيات البحرية [أرشيف] (1908)
  - الديدان والذراعيات [أرشيف] (1908)
  - الدياتومات، الطحالب، الأعشاب البحرية [أرشيف] (1908)
  - الأسماك [أرشيف] (1908)
  - العديد من صور البعثة [أرشيف]